# Мессам, Уэйн
Уэйн Мартин Мессам (англ. Wayne Martin Messam; род. 7 июня 1975, South Bay, Флорида) — американский политик, член Демократической партии, мэр города Мирамар во Флориде (с 2015).

## Биография
Родился в семье иммигрантов с Ямайки, один из пятерых детей и первый из двоих, родившихся уже в США. Отец около двадцати лет был сезонным рабочим на плантациях сахарного тростника.
Мессам посещал школу в городе Белль Глэйд во Флориде. Окончил университет штата Флорида, где с 1993 по 1996 год играл в американский футбол на позиции ресивера за университетскую команду «Семинолы», короткое время играл в профессиональной лиге за «Цинциннати Бенгалс», но затем ушёл из спорта и основал собственную строительную фирму. В 2011 году избран в городскую комиссию города Мирамар, тринадцатого во Флориде по численности населения, в 2015 году избран его мэром, в 2019 переизбран.
28 марта 2019 года официально объявил о намерении бороться за выдвижение его кандидатуры от Демократической партии на президентских выборах 2020 года.
В ходе праймериз высказывался за ограничение доступности огнестрельного оружия, отмену студенческих долгов за обучение в вузах и прекращение парламентской практики филибастера, одновременно дистанцируясь от высших политических элит (заявлял, в частности: «Я не верю, что лучшие идеи исходят из Вашингтона»). В течение кампании рейтинг поддержки Мессама никогда не поднимался выше 1 %, что не позволило ему принять участие ни в одних телевизионных дебатах кандидатов, и 20 ноября 2019 года он объявил о выходе из борьбы.